# Darrell Castle
Darrell Lane Castle (* 11. října 1948 Kingsport, Tennessee) je americký politik a právník z Memphisu v Tennessee. Byl kandidátem za Konstituční stranu pro viceprezidenta Spojených států v prezidentských a prezidentských volbách v roce 2008. Jako prezidentský kandidát v roce 2016 dosáhl Castle 202 348 hlasů a dopadl celostátně šestý.

## Mládí a vzdělání
Castle vyrostl v Kingsportu v Tennessee. Navštěvoval Ketron střední a východní Tennessee státní univerzitu (ETSU), absolvoval v letech 1966 a 1970. V ETSU získal titul B.S. za diplomové práce v politické vědě a historii. Castle se stal pověřeným důstojníkem v americkém námořním sboru, kterému sloužil čtyři roky a získal hodnost prvního poručíka. [3] Po absolutoriu se vrátil do ETSU a začal studovat historii. Pak navštěvoval právnickou školu v Memphis státní univerzitě a získal JuDr. v roce 1979. Castle sloužil jako diakon a předseda diakonu ve svém místním kostele. V roce 1998 založil spolu se svou ženou Mia's Children Foundation, křesťanskou misi v Bukurešti v Rumunsku, která slouží ministrovi romských dětí bez domova.

## Kariéra právníka
Po obdržení právního titulu v Memphisu se Castle stal právníkem. V roce 1984 založil soukromou firmu, která později vstoupila do Castle Darrell a spol. Od té doby Castle otevřel firmy v Milwaukee, Detroitu a Kansas City v Missouri. Jeho firmy se zaměřují na bankrot a zranění spotřebitelů, ale také zastupují klienty v oblasti sociálního zabezpečení, zdravotního postižení a odměňování pracovníků. [5]

## Prezidentská kampaň 2016
Castle byl kandidátem na nominaci na prezidentskou stranu za Konstituční stranu v roce 2016, ale v lednu 2016 svou kandidaturu stáhl kvůli nespecifikovaným zdravotním problémům. [8] Nicméně, v předvečer konference nominace 2016 Richard Winger z Ballot Access News oznámil, že Castle znovu vstoupil do nominačního procesu. [9] Dne 16. dubna 2016 získal Castle prezidentskou nominaci pro Konstituční stranu. [10] Slíbil, že pokud bude zvolen, vystoupí USA z OSN a NATO. [10] "Naše hranice stojí za to bránit. Pokud dokážeme zajistit hranice Koreje a Německa, můžeme zajistit hranice Spojených států," řekl Castle.[11] Castelova kampaň získala potvrzení od Chucka Baldwina a [12] Glenna Becka. [13] 30. června 2016 Castle získal 10 289 dolarů. [14]
Veřejné mínění
Castelova kampaň zaznamenala v průzkumu veřejného mínění pouze omezené zapojení. Některé státní průzkumy zjistily úroveň podpory mezi 1% až 3%.

## Politické postoje
V rozhovoru pro Liberty Hangout řekl, že je libertariánštější, než libertariánský prezidentský kandidát za roky 2012 a 2016, Gary Johnson. [15] Sám sebe popisuje jako pro-life, [15] a oponuje plánovanému rodičovství. [16] Castle podporuje financování průzkumu vesmíru. [17] Oponuje 'válce proti drogám' v USA. [15] Pokud jde o prostituci, hazardní hry, stejnopohlavní sňatky, kouření, polygamní vztahy nebo jiné aktivity dospělých, Castle říká, že nevidí žádnou roli federální vlády, aby se zapojila. [15] Chce dekriminalizaci užívání konopí, nicméně se staví proti úplné legalizaci. [17] Upřednostňuje zabezpečení hranic. [15] Popsal své názory zahraniční politiky jako neintervenční. [15] Upřednostňuje, aby Spojené státy vystoupily z OSN, NATO, TPP, NAFTA, CAFTA, GATT a WTO. Upřednostňuje ukončení Federální rezervy. [15] Své názory Castle prezentoval na svém blogu pomocí aplikace ISideWith.com, která znázorňuje, nakolik procent se s jakým kandidátech shodnete a vyhodnotí v procentech vaši shodu. Ačkoliv morálně s Gay svatbami nesouhlasí, říká, že neví proč by do toho měla vláda zasahovat. Je proti povinnému očkování dětí, protože věří, že to je na rodičích dítěte a ne na vládě. Je pro označování GMO ingrediencí v jídle a vyjádřil se, že "Lidé mají právo vědět, co jedí". Je pro právo vězňů volit ve volbách, ale až po řádné "rehabilitaci". Věří, že si každý občan, bez ohledu na spáchaný čin, zaslouží spravedlivý soud s právy, ale odmítá tato práva dávat cizincům a nelegálním imigrantům v USA. Nicméně, oponuje testy na drogy pro příjemce sociální péče kvůli porušení soukromí. Nevěří, že by nelegální přistěhovalci měli mít přístup ke státní zdravotní péči nebo k výuce v rámci státu. Oponuje vládním regulacím v zájmu ochrany životního prostředí. Castle oponuje termínovým omezením pro členy Kongresu, věřící, že volby stačí k otestování efektivity úřadů. [17]